# Bundesautobahn 573
De Bundesautobahn 573 (BAB573) is een 3 km lange Duitse autosnelweg van Dreieck Bad Neuenahr-Ahrweiler naar de aansluiting in Bad Neuenahr. Bij Linz am Rhein is een doortrekking van de snelweg gepland, nu ligt hier nog de B266.
De A573 is oorspronkelijk als het einde van het zuidelijke deel van de A31 gepland.